# Celestina Onyeka
Celestina Onyeka (15 de julho de 1984) é uma ex-futebolista nigeriana que atuava como defensora.

## Carreira
Celestina Onyeka integrou o elenco da Seleção Nigeriana de Futebol Feminino, nas Olimpíadas de 2004. 